# Проходная Уралмашзавода
Проходна́я Уралмашзавода — здание в Екатеринбурге, расположенное по адресу ул. Машиностроителей, 17. Построено в 1930 году, является частью архитектурного ансамбля зданий площади 1-й Пятилетки, замыкая его с юга, и памятником архитектуры федерального значения. С 2013 года в здании располагается Музей истории Уралмашзавода.

## История
Здание проходной было построено в 1930 году по проекту архитектора Балакшиной Е. С. (по другим данным, архитектор проекта неизвестен). До появления площади 1-й Пятилетки от здания начиналась Осевая улица, в 1933 году переименованная в проспект Сталина, а в 1961 году — в проспект Орджоникидзе. Первый этаж здания занимали приёмная отдела кадров, кабинет коменданта завода, а также две комнаты, предназначенные для кормления грудных детей, которых родственники приносили работающим матерям. На втором этаже располагались кабинеты технического отдела артиллерийского производства.
24 июля 1955 года перед зданием проходной был открыт Памятник Г. К. Орджоникидзе.
4 декабря 1974 года постановлением Совета Министров РСФСР № 624 здание было взято под государственную охрану в качестве памятника градостроительства и архитектуры федерального значения.
С 2013 года в здании располагается Музей истории Уралмашзавода.

## Архитектура
Здание расположено перпендикулярно оси площади 1-й Пятилетки, в южной части предзаводской площади. Справа от проходной расположено здание заводоуправления УЗТМ.
Архитектурная композиция состоит из трёх параллелепипедов, главный фасад симметричен. Центральная двухэтажная часть имеет двускатную кровлю и полуцилиндрический остеклённый эркер над центральным входом по оси симметрии, характерный для архитектуры конструктивизма. На уровне второго этажа к эркеру примыкают балконы с металлическим ограждением. Боковые части одноэтажные с плоскими перекрытиями.
Композиция главного фасада акцентирована горизонтальными линиями поэтажных рядов крупных квадратных окон в центральной части и рядами входных дверей с окнами над ними в боковых частях.

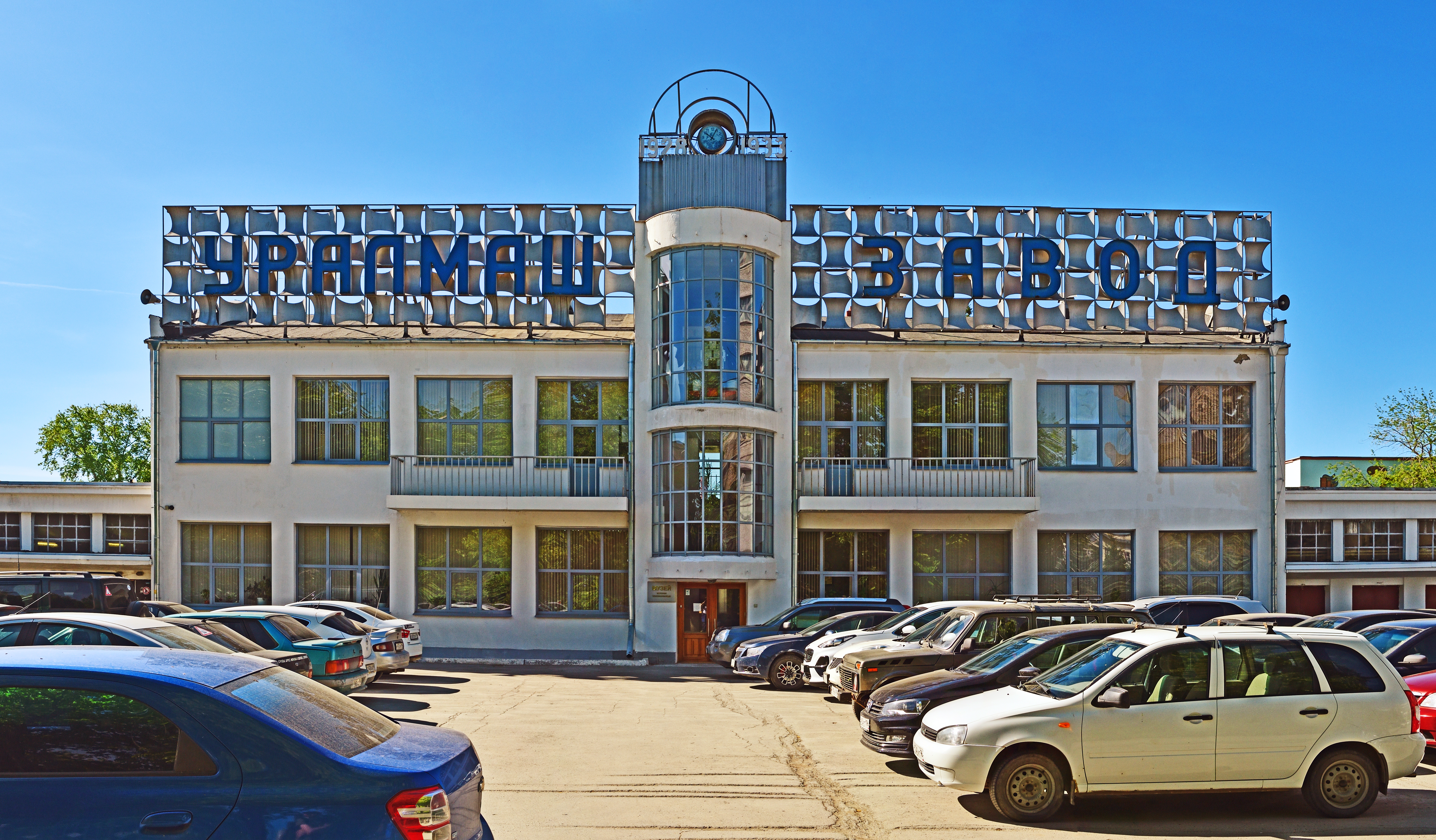
Главный фасад
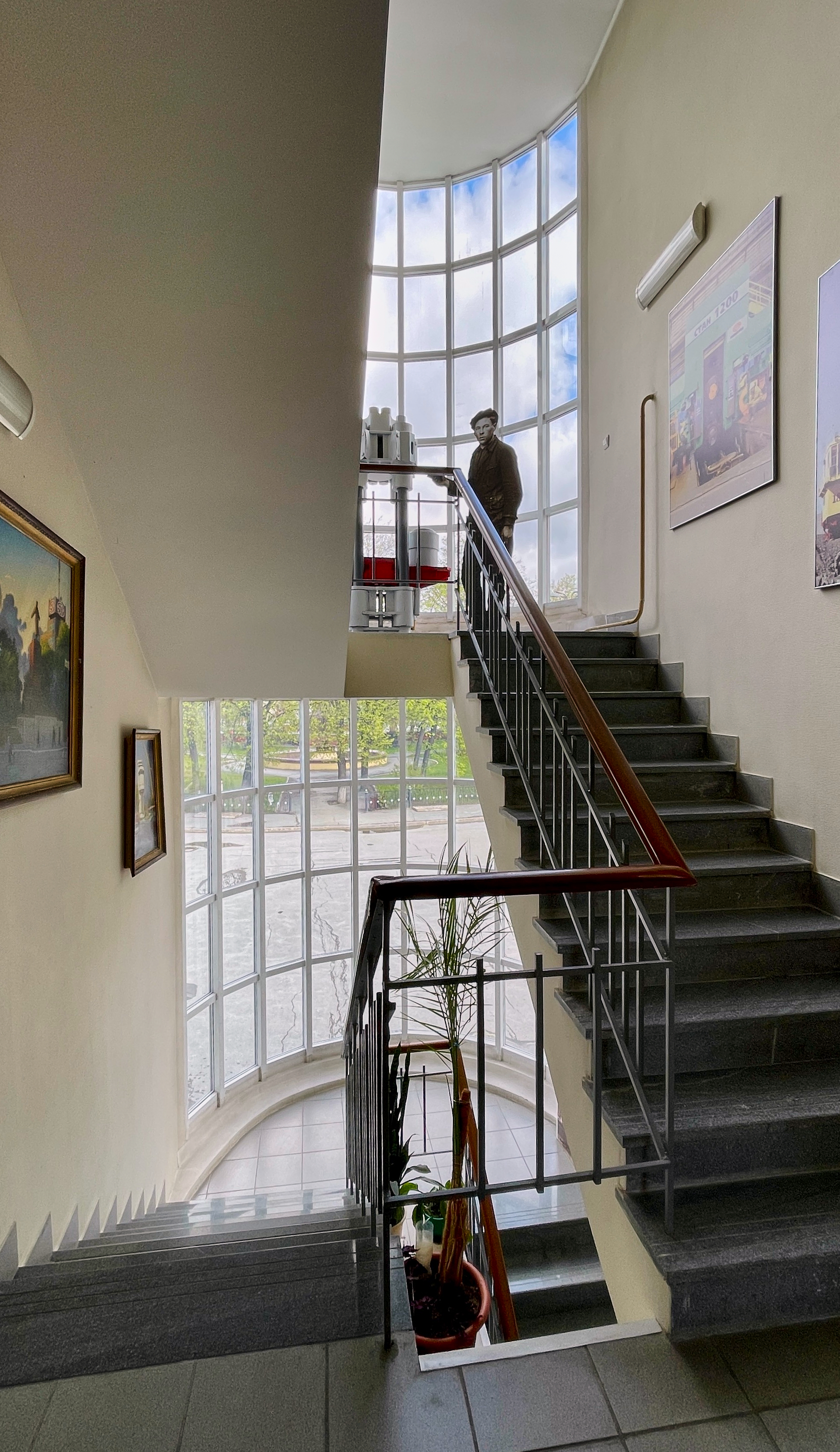
Лестничная клетка
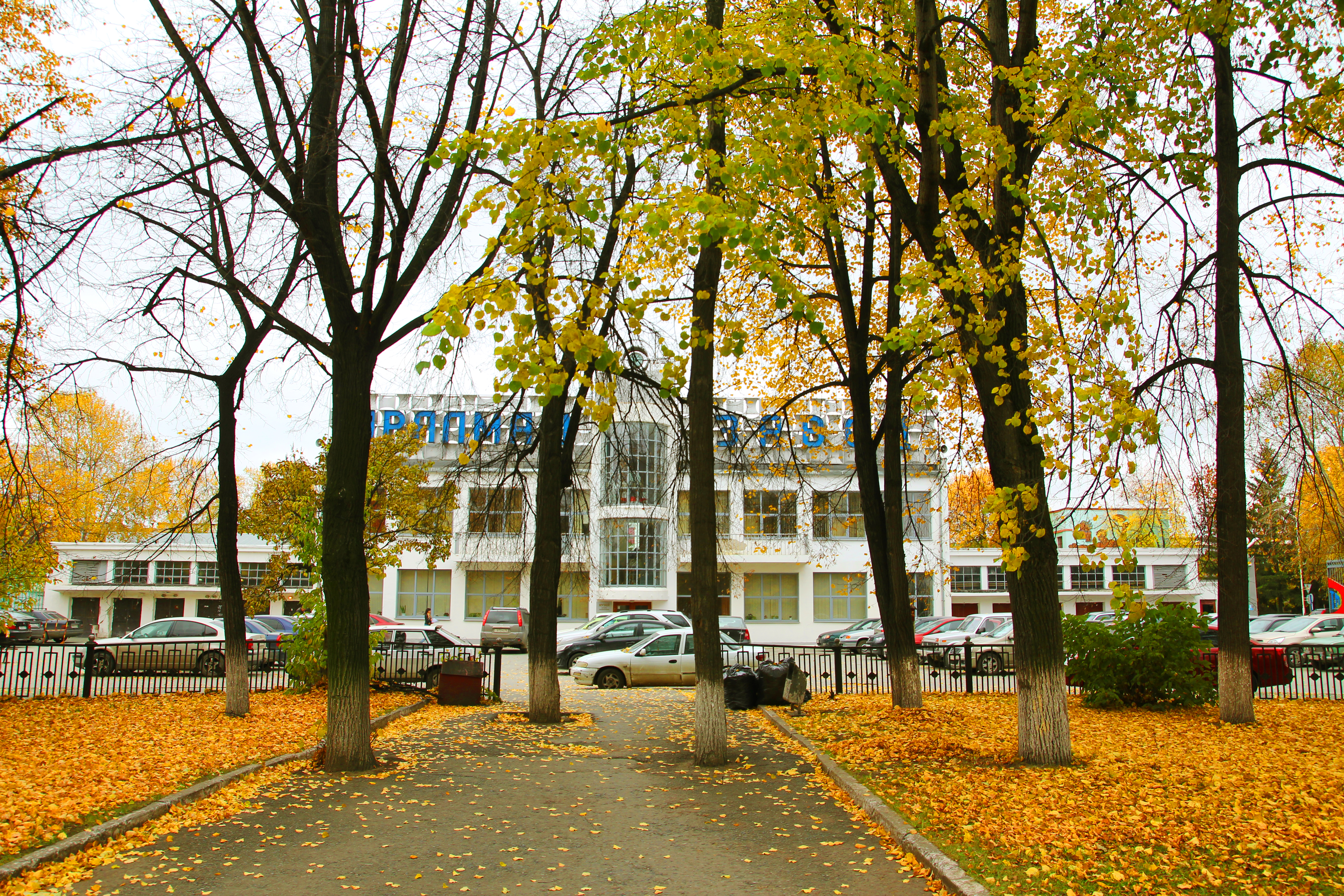
Сквер перед проходной
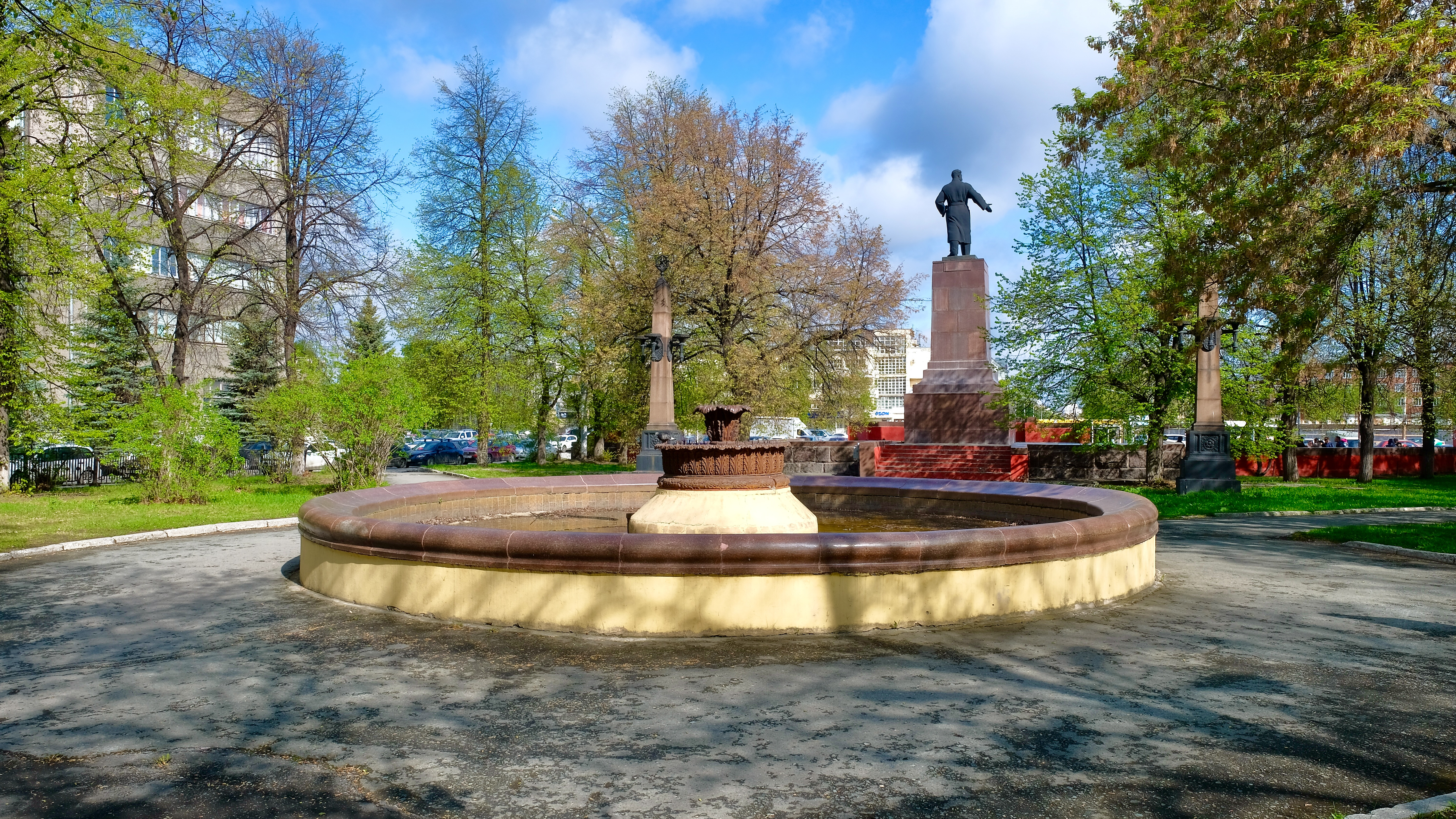
Фонтан перед проходной